# Liste der Bodendenkmale in Bördeaue
In der Liste der Bodendenkmale in Bördeaue sind alle Bodendenkmale der Gemeinde Bördeaue und ihrer Ortsteile aufgelistet. Grundlage ist die Veröffentlichung der Landesdenkmalliste mit Stand vom 25. Februar 2016.  Die Baudenkmale sind in der Liste der Kulturdenkmale in Bördeaue aufgeführt.
| Denkmal-ID | Fundart             | Ortsteil | Bezeichnung                              | Zeitstellung           | Lage                                       | Bemerkungen | Bild |
| ---------- | ------------------- | -------- | ---------------------------------------- | ---------------------- | ------------------------------------------ | --- | ---- |
| 428310148  | Wüstung             | Tarthun  | Wüstung „Ingersleben“ – kein OBD!        | Mittelalter            | südöstl., Ehlenordufer, „Backofen“ ()      | Keine Strukturen erkennbar, allerdings Stellen, an denen das Gras höher und kräftiger wächst, dort könnten Siedlungsbefunde vorhanden sein.                                                        |      |
| 428310096  | Befestigung > Wall  | Unseburg | Burgwall/Burganlage                      | Mittelalter            | dicht westl. des Dorfes, „Der Wall“ (Lage) | Ca. 3–4 m hoch, von einem Weg durchschnitten, ein Teil des Walls auf eingezäuntem Gartenland. 2012 unter fachlicher Aufsicht geschnitten. Burganlage bis ca. 1950 als Friedhof genutzt.            |      |
| 428310275  | Wüstung             | Unseburg | Mühlenturm – kein OBD (Baudenkmal?)      | Neuzeit (ab ~1500)     | NO des Ortes (Lage)                        | Die Mühle als Wohnturm um- und ausgebaut. Wohl auf einer natürlichen Anhöhe. Im Umfeld Fdpl. 18, von dort Funde der vorrömischen Eisenzeit, der Römischen Kaiserzeit und der Völkerwanderungszeit. |      |
| 428310245  |                     | Unseburg | „Galgenberg“ – kein OBD                  | undatiert              | nordöstl. des Ortes (Lage)                 | Sehr große markante Erhebung, höchster Punkt im Umfeld. Etwa ein Viertel (westl. Bereich) durch Kiesabbau zerstört. Ca. 8 m hoch (geschätzt).                                                      |      |
| 428310119  | Wüstung             | Unseburg | Siedlung, urgesch. (und Grab, mesolith.) | Ur- und Frühgeschichte | südöstl. „Weinberg“ ()                     | Deutliche Anhöhe, starken Gefälles zur Bode direkt an einer Flussschleife. Altgrabungen in heute verwilderter Obstplantage.                                                                        |      |
| 428310120  | Grabmal > Grabhügel | Unseburg | Kreisgraben, Luftbild, Grabhügel?        | undatiert              | ()                                         | Obertägig nichts erkennbar. Boden humos und kiesig. Auf der gegenüberliegenden Seite des Feldweges befindet sich ein Windpark.                                                                     |      |
| 428310214  | Befestigung > Burg  | Unseburg | evtl. Burganlage                         | undatiert              | südöstl. des Ortes ()                      | Ca. 250 mal 200 m großes unruhiges Wiesengelände, relativ flache Anhöhe mit Erhöhungen und Senken. Mindestens 8 m breiter und bis zu 0,6 m hoher Wallrest, davor flacher Graben mit 4–6 m Breite.  |      |